# Монтевиале
Монтевиале (итал. Monteviale) — коммуна в Италии, располагается в провинции Виченца области Венеция.
Население составляет 2034 человека, плотность населения составляет 254 чел./км². Занимает площадь 8 км². Почтовый индекс — 36050. Телефонный код — 0444.
В коммуне 15 августа особо празднуется Успение Пресвятой Богородицы.